# Billionaire
«Billionaire» (en español "Milmillonario") es una canción de Travie McCoy, que cuenta con la colaboración de Bruno Mars. Es el primer sencillo de su álbum debut como solista Lazarus. Lirícamente McCoy imagina que pasaría si se convirtiera en un multimillonario. La canción ganó una versión en portugués de la cantante Claudia Leitte, llamada "Famo$a".

## Vídeo musical
En el vídeo musical se puede ver a McCoy conduciendo un auto Mini Cooper y ayudando a cuatro personas. A la primera persona le da un nuevo skateboard, a la segunda le compra un CD de su autoría (de la persona), a la tercera le da el Mini Cooper y a la cuarta le da un aerosol de pintura. El vídeo fue estrenado en MTV el 6 de mayo de 2010.

## Versión de Glee
La canción fue versionada por el elenco de la serie Glee durante el episodio "Audition". Esta versión llegó al puesto número 20 en el Billboard Hot 100.

## Posicionamiento
| Listas (2010)                                     | Posicionamiento |
| ------------------------------------------------- | --------------- |
| Alemania (Media Control AG)                       | 16              |
| Australia (ARIA)                                  | 5               |
| Austria (Ö3 Austria Top 75)                       | 11              |
| Bélgica (Ultratop 50 Flanders)                    | 18              |
| Brasil (Hot 100)                                  | 16              |
| Canadá (Hot 100)                                  | 12              |
| Dinamarca (Tracklisten)                           | 8               |
| Estados Unidos Billboard Hot 100                  | 4               |
| Estados Unidos Pop Songs (Billboard)              | 3               |
| Estados Unidos Rap Songs (Billboard)              | 9               |
| Estados Unidos Hot R&B/Hip-Hop Songs (Billboard)  | 76              |
| Estados Unidos Adult Pop Songs (Billboard)        | 33              |
| Estados Unidos Latin Pop Songs (Billboard)        | 15              |
| Europa (Hot 100)                                  | 9               |
| Hungría (Rádiós Top 40)                           | 5               |
| Irlanda (IRMA)                                    | 2               |
| Noruega (VG-lista)                                | 11              |
| Nueva Zelanda (RIANZ)                             | 2               |
| Países Bajos (Dutch Top 40)                       | 1               |
| Polonia (ZPAV)                                    | 3               |
| Reino Unido Singles (The Official Charts Company) | 3               |
| Reino Unido R&B (The Official Charts Company)     | 1               |
| Rumania (Romanian Top 100)                        | 8               |
| Suecia (Sverigetopplistan)                        | 17              |
| Suiza (Media Control AG)                          | 14              |